# Adoxomyia ruficornis
Adoxomyia ruficornis är en tvåvingeart som först beskrevs av Friedrich Hermann Loew 1873.  Adoxomyia ruficornis ingår i släktet Adoxomyia och familjen vapenflugor. Inga underarter finns listade i Catalogue of Life.